# Jaime Annexy
Jaime Annexy Fajardo (ur. 11 grudnia 1927 w Mayagüez, zm. 8 sierpnia 2000 w Tarpon Springs na Florydzie) – portorykański lekkoatleta, młociarz.
Dwukrotny medalista igrzysk Ameryki Środkowej i Karaibów – złoto w 1950 oraz srebro w 1954.
Podczas igrzysk olimpijskich w Helsinkach (1952) nie zaliczył żadnej próby w eliminacjach i nie został sklasyfikowany. Annexy pełnił na tych zawodach funkcję chorążego reprezentacji Portoryko.

## Rekordy życiowe
- Rzut młotem – 50,78 (1952)